# Саїт Алтинорду
Саїт Алтинорду (тур. Sait Altınordu, 24 квітня 1912, Ускюдар, Стамбул — 17 листопада 1978, Ізмір) — турецький футболіст, що грав на позиції захисника.
Протягом усієї кар'єри виступав за клуб «Алтинорду» і став одним із символів клубу. Його зв'язок із командою призвів до того, що він обрав офіційну назву клубу як своє прізвище, слідуючи закону про прізвище, прийнятого в 1934 році.

## Клубна кар'єра
У дорослому футболі дебютував 1929 року виступами за команду «Алтинорду», кольори якої і захищав протягом усієї своєї кар'єри гравця, що тривала цілих двадцять сім років. Більшість часу, проведеного у складі «Алтинорду», був основним гравцем захисту команди і виграв з командою 6 титулів Ізмірської футбольної ліги.
Незважаючи на те, що Саїт був головним чином захисником, він брав участь і в атаках команди, що призвело до того, щоб він забив 29 голів протягом своєї кар'єри, в тому числі він був найкращим бомбардиром Національного дивізіону 1937 року з 13 голами.
Крім усього іншого, у нього були пропозиції «Галатасарая» та «Фенербахче», від яких Саїт відмовився. Він настільки сильно ототожнювався зі своїм клубом, що коли в Туреччині в 1934 році було введено закон про прізвище, він обрав своїм прізвищем назву клубу, Алтинорду. Не в останню чергу через це він і донині користується великою повагою серед шанувальників клубу, а також вважається символом егейського футболу, а у Ізмірі наприкінці 2014 року була відкрита його статуя.

## Виступи за збірну
22 квітня 1932 року Саїт дебютував в офіційних матчах у складі національної збірної Туреччини в товариській грі з Угорщиною Б (1:4), а через два роки у складі збірної був учасником футбольного турніру на Олімпійських іграх 1936 року у Берліні. На цьому турнірі Алтинорду зіграв один матч — з Норвегією, який його команда програла 0:4 і покинула турнір.
Всього протягом кар'єри у національній команді провів у її формі 4 матчі. Після завершення виступів за збірну у 1937 році, не до турецької національної збірної не викликався жоден гравець «Алтинорду» протягом 78 років, поки в 2016 році не був викликаний Чаглар Сьоюнджю.
Помер 17 листопада 1978 року на 67-му році життя у місті Ізмір.

## Статистика виступів

### Статистика виступів за збірну
| Дата       | Місто  | Господарі | Результат | Гості    | Турнір               | Голи | Примітки |
| ---------- | ------ | --------- | --------- | -------- | -------------------- | ---- | -------- |
| 03-08-1936 | Берлін | Туреччина | 0 – 4     | Норвегія | ОІ 1936 - 1/8 фіналу | -    |          |
| Усього     |        | Матчів    | 1         |          | Голів                | 0    |          |

## Досягнення
- Ізмірська футбольна ліга[en]: (6): 1926–27,[19] 1931–32,[20] 1934–35,[20] 1935–36,[20] 1939–40,[20] 1944–45[20]
- Найкращий бомбардир Турецького національного дивізіону: 1937 (13 голів)